# 니그메트 누르마코프
니그메트 누르마코비치 누르마코프(러시아어: Ныгмет Нурмакович Нурмаков, 카자흐어: Нығмет Нұрмақұлы Нұрмақов 느그메트 누르마쿨르 누르마코프, 1895년 4월 25일 ~ 1937년 9월 27일)는 소련의 정치인이다.
1923년 러시아 연방 소비에트 사회주의 공화국의 인민위원평의회 의장을 역임했고 1924년 10부터 1925년 2월까지 카자흐 소비에트 사회주의 자치 공화국의 총리를 역임했다.